# Célula gigante de Langhans

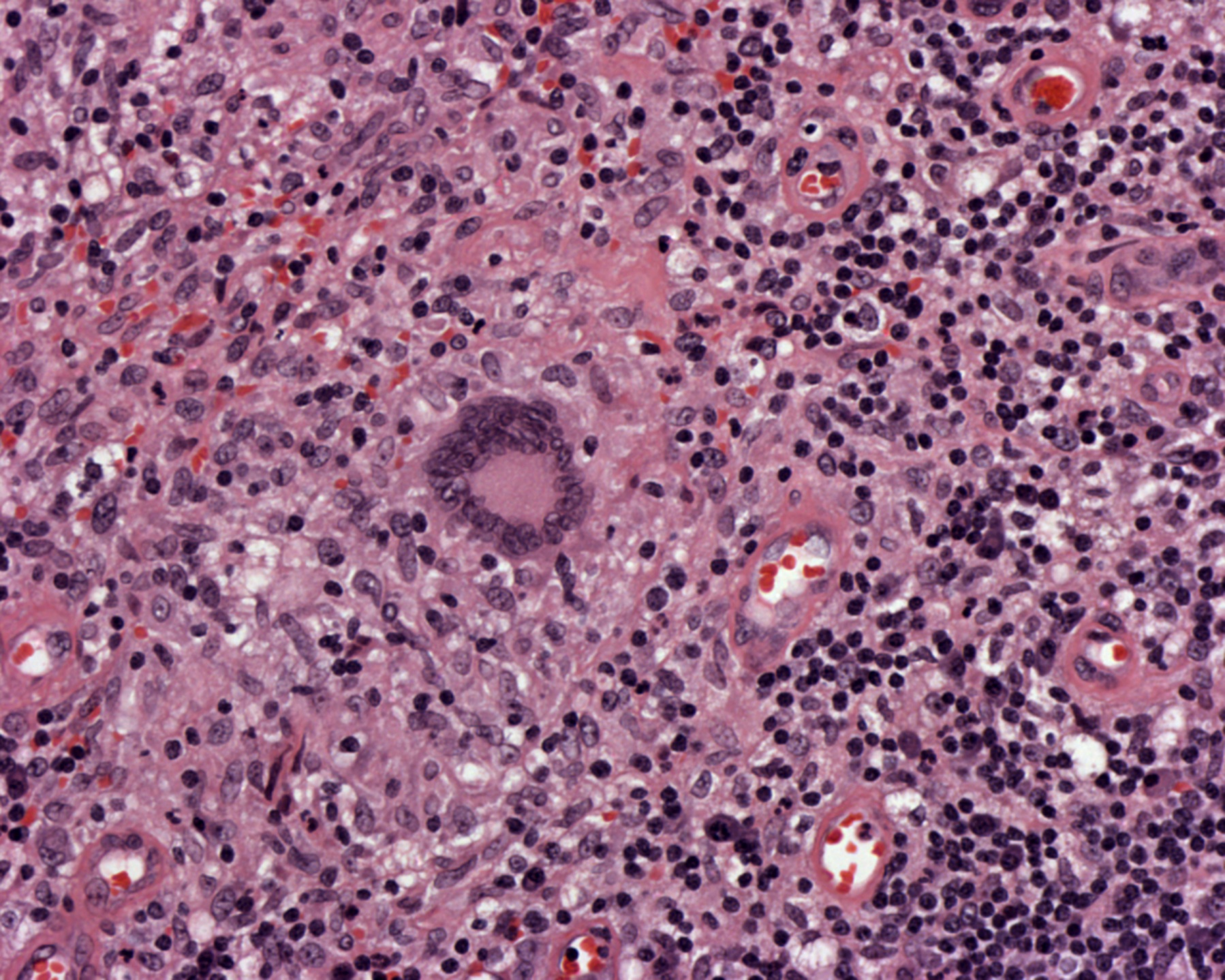
Célula de Langhans

A célula gigante de Langhans ou célula de Langhans é um tipo celular encontrado em condições granulomatosas (granulomas).
É formada pela fusão de células epitelióides (macrófagos) e caracterizada pela presença de vários núcleos arranjados ao redor da periferia celular.
Classicamente foi associada com a presença do granuloma da tuberculose, porém pode estar presente em infecções por outras micobactérias e mesmo em outras condições granulomatosas não associadas com infecção.